# Mokra psiara
Mokra psiara, zespół bliźniczki i situ sztywnego (Nardo-Juncetum squarrosi) – syntakson w randze zespołów roślinnych budowany przez ubogą roślinność murawową z dominacją kępowej trawy – bliźniczki psiej trawki (Nardus stricta) i domieszką innych gatunków. Należy do klasy Nardo-Callunetea.

## Charakterystyka
Murawa zajmująca ubogie, wilgotne i zwykle kwaśne gleby torfiasto-mineralne. Tworzy małe płaty najczęściej na siedliskach okrajkowych – brzegach torfowisk wysokich lub przejściowych, poboczach leśnych dróg, dolinach rzek. Najczęściej występuje na podgórskich halach.
Zbiorowisko naturalne lub częściej półnaturalne – wiele stanowisk powstało na skutek ludzkiej działalności, np. osuszenia bagien.
Użytkowanie łąkowe znikome (częstsze w wariancie z udziałem mietlicy).
WystępowanieW całej Polsce. Częstsze na Podtatrzu i Pogórzu Karkonoskim. Występuje również w Beskidach i Dolinie Górnej Wisły, a na niżu rzadziej.
Charakterystyczna kombinacja gatunków
ChAss. sit sztywny (Juncus squarrosus), gnidosz rozesłany (Pedicularis sylvatica)
ChAll. świetlik gajowy (Euphrasia nemorosa), przytulia szorstkoowockowa (Galium pumilum var. glabrum), przytulia hercyńska (Galium saxatile), sit sztywny (Juncus squarrosus), wszewłoga górska (Meum athamaticum), gnidosz rozesłany (Pedicularis sylvatica), krzyżownica zwyczajna (Polygala vulgaris)
DAll. kostrzewa nitkowata (Festuca tenuifolia), groszek skrzydlasty (Lathyrus montanus), biedrzeniec mniejszy (Pimpinella saxifraga), podkolan biały (Platanthera bifolia), wężymord niski (Scorzonera humilis), macierzanka zwyczajna (Thymus pulegioides)
ChO. arnika górska (Arnica montana), podejźrzon księżycowy (Botrychium lunaria), ozorka zielona (Coeloglossum viride), goryczuszka polna (Gentianella campestris), jastrzębiec gronkowy (Hieracium lactucella), dziurawiec czteroboczny (Hypericum maculatum fo.), bliźniczka psia trawka (Nardus stricta), krzyżownica ostroskrzydełkowa (Polygala oxyptera), krzyżownica zwyczajna (Polygala vulgaris), leniec łąkowy (Thesium pyrenaicum)
ChCl.: ukwap dwupienny (Antennaria dioica), turzyca pigułkowata (Carex pilulifera), kanianka macierzankowa (Cuscuta epithymum), izgrzyca przyziemna (Danthonia decumbens), jastrzębiec kosmaczek (Hieracium pilosella ssp.), kosmatka polna (Luzula campestris var.), kosmatka licznokwiatowa (Luzula multiflora var.), widłak goździsty (Lycopodium clavatum), pięciornik kurze ziele (Potentilla erecta) (regionalnie), przetacznik leśny (Veronica officinalis), fiołek psi (Viola canina ssp.).
Typowe gatunki
Charakterystyczna kombinacja gatunków zbiorowiska ma znaczenie dla diagnostyki syntaksonomicznej, jednak nie wszystkie składające się na nią gatunki występują często. Dominantem jest bliźniczka psia trawka. Inne częściej występujące gatunki to: sit sztywny, mietlica pospolita, tomka wonna i izgrzyca przyziemna. Oprócz gatunków typowych dla muraw bliźniczkowych, pojawiają się także gatunki borowe (z klasy Vaccinio-Piceetea) i torfowiskowe (z klasy Scheuchzerio-Caricetea nigrae).

## Podkategorie syntaksonomiczne
W polskim łąkarstwie fitosocjologicznym wyróżnia się następujące podzespoły:
- podzespół: Nardo-Juncetum squarrosi typicum Nowiński 1967 (syn. Nardo-Juncetum squarrosi normale Zarzycki 1958
- podzespół: Nardo-Juncetum squarrosi agrostidetosum vulgaris Nowiński 1967

## Zagrożenia i ochrona
Bogatsze gatunkowo postacie w systemie ochrony obszarów Natura 2000 wchodzą w skład priorytetowego siedliska przyrodniczego nr 6230 (bogate florystycznie górskie i niżowe murawy bliźniczkowe (Nardion – płaty bogate florystycznie)) (w podtypie 6230-4: niżowe murawy bliźniczkowe).